# Sam Larsson
Sam Andreas Larsson (* 10. dubna 1993, Göteborg, Švédsko) je švédský fotbalový útočník a bývalý mládežnický reprezentant, který v současné době hraje v klubu Feyenoord Rotterdam, kde se mu přezdívá „Samba Larsson“.
Jeho starším bratrem je fotbalista Daniel Larsson.

## Klubová kariéra
Larsson hrál ve Švédsku za kluby IK Zenith (mládež) a IFK Göteborg. V srpnu 2014 odešel na své první zahraniční angažmá do nizozemského klubu SC Heerenveen.

## Reprezentační kariéra

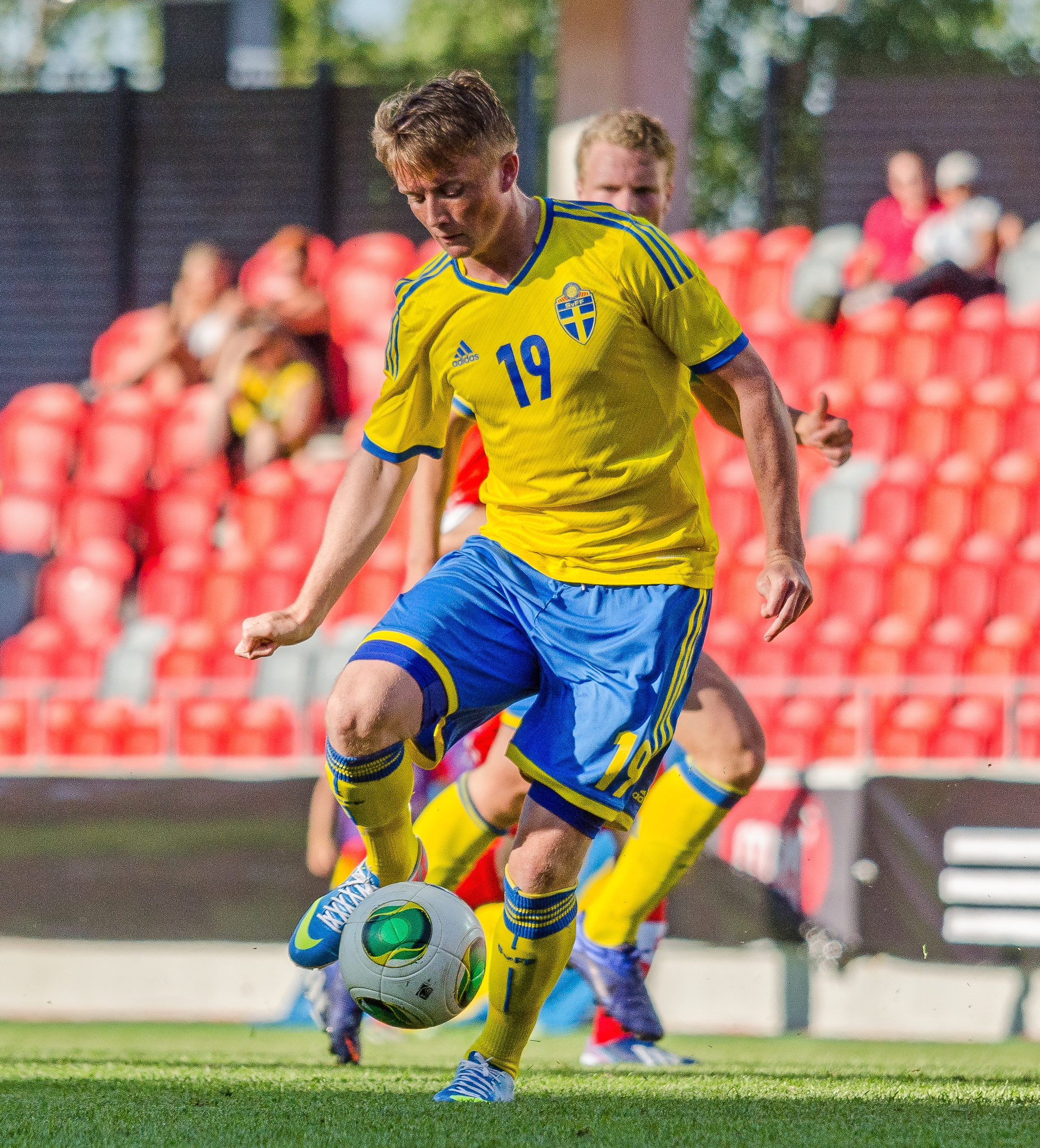
Útočník Sam Larsson ve vítězném urkání švédské reprezentace do 21 let 3-2 proti Švýcarsku v tréninkovém mezinárodním utkání v Myresjöhus Areně ve Växjö, 6.6.2013.

Sam Larsson byl členem švédských mládežnických reprezentací U19 a U21.
Trenér Håkan Ericson jej nominoval na Mistrovství Evropy hráčů do 21 let 2015 konané v Praze, Olomouci a Uherském Hradišti, kde získal se švédským týmem zlaté medaile.